# Judgment Day 2000
Judgment Day 2000 was een professioneel worstel-pay-per-viewevenement dat geproduceerd werd door World Wrestling Federation (WWF). Dit evenement was de 2de editie van Judgment Day en vond plaats in de Freedom Hall in Louisville (Kentucky) op 21 mei 2000.
De hoofd wedstrijd was een 60-Minuten Iron Man match tussen de WWF Kampioen The Rock (c) en Triple H voor het WWF Championship.

## Matchen en resultaten
| Nr.                                                                          | Match | Winnaar(s)                   |
| ---------------------------------------------------------------------------- | --- | ---------------------------- |
| 1                                                                            | Too Cool vs. Team ECK in een 6-man tag team match                                                                  | Too Cool                     |
| 2                                                                            | Eddie Guerrero (c) vs. Dean Malenko vs. Perry Saturn in een Triple Threat match voor het WWF European Championship | Eddie Guerrero (c)           |
| 3                                                                            | Big Show vs. Shane McMahon in een Falls Count Anywhere match                                                       | Shane McMahon                |
| 4                                                                            | Chris Benoit (c) vs. Chris Jericho in een Submission match voor het WWF Intercontinental Championship              | Chris Benoit (c)             |
| 5                                                                            | Dudley Boyz vs. D-Generation X in een Tables match                                                                 | D-Generation X               |
| 6                                                                            | The Rock (c) vs. Triple H in een 60-Minuten Iron Man match voor het WWF Championship                               | Triple H (nc), won met 7-4.1 |
| (c) huidige kampioen voor en na de match \| (nc) nieuwe kampioen na de match | |                              |

11e pin The Rock (0-1), 2e pin voor Triple H (1-1), 3e pin voor Triple H (2-1), 4e pin voor Triple H (3-1), 5e pin The Rock (3-2), 6e pin voor Triple H (4-2), 7e pin voor Triple H (5-2), 8e submission voor Triple H (6-2), 9e count-out The Rock (6-3), 10e pin The Rock (6-4), 11e diskwalificatie Triple H (7-4)